# Guilaine Londez

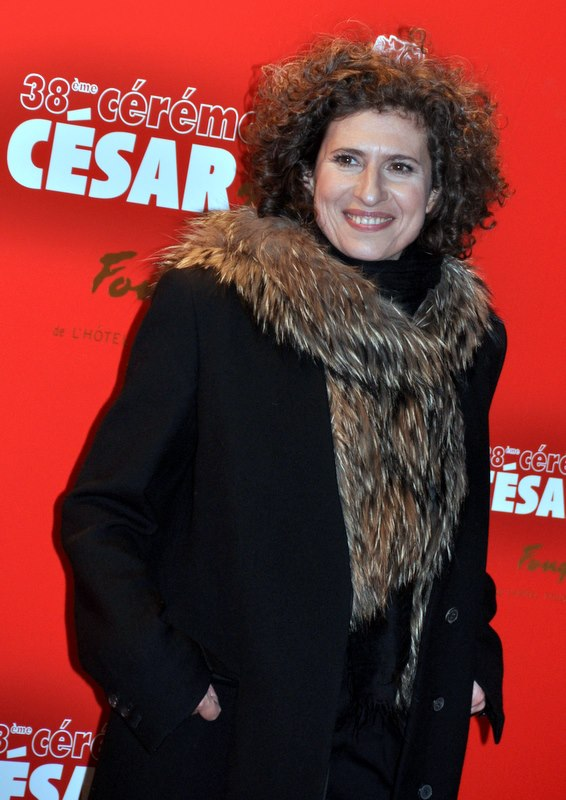
Guilaine Londez (2013)

Guilaine Londez (* 14. März 1965 in Saint-Gilles, Gard, Frankreich) ist eine französische Schauspielerin.

## Leben
Guilaine Londez wurde 1965 in Saint-Gilles geboren. Sie besuchte ab 1984 das Conservatoire à rayonnement régional de Montpellier und setzte es anschließend an der École de la Comédie de Saint-Étienne fort. 1990 hatte sie ihr Bühnendebüt. Seit 1991 war sie in mehr als 100 Film- und Fernsehproduktionen zu sehen.

## Filmografie
- 1991: Nuit et Jour
- 1993: Rupture(s)
- 1995: La Vie parisienne
- 1995: Le bonheur est dans le pré
- 1996: Combats de femme
- 1997: Le Garçon d’orage
- 1998: Avocats et Associés
- 1998: Une journée de merde
- 1999: La Crim’
- 1999: Le Voyage à Paris
- 1999: N’oublie pas que tu m’aimes
- 1999: Peau d’homme cœur de bête
- 1999: Retour à Fonteyne
- 2000: L’Art (délicat) de la séduction
- 2001: Comme un avion
- 2001: H
- 2001: L’Algérie des chimères
- 2001: Le Maire
- 2001: Liberté-Oléron
- 2001: Claire – Se souvenir des belles choses
- 2002: Le 17
- 2002: Alice Nevers: Le juge est une femme
- 2002: Qui mange quoi?
- 2002: Une autre femme
- 2003: Anomalies passagères
- 2003: Moi César, 10 ans ½, 1m39
- 2004: Le Camarguais
- 2004: Zim and Co.
- 2006: Jean-Philippe
- 2006: Joséphine, ange gardien
- 2006: Oublier Cheyenne
- 2006: Manche mögen’s reich (Quatre Étoiles)
- 2007: Kann das Liebe sein? (Je crois que je l’aime)
- 2007: Les Jurés
- 2008: Clémentine
- 2008: J’ai pensé à vous tous les jours
- 2008: La Mort dans l’île
- 2008: La Très Très Grande Entreprise
- 2008: Crossfire (Les Insoumis)
- 2009: Bancs publics (Versailles Rive-Droite)
- 2009: Mac Orlan
- 2010: Histoires de vies
- 2010: Agatha Christie: Kleine Morde/Mörderische Spiele (Les Petits Meurtres d’Agatha Christie)
- 2010: No et moi
- 2010: À 10 minutes de la plage
- 2011: Bienvenue à bord
- 2011: Le Jour de la grenouille
- 2011: Mon arbre
- 2011: Propriété interdite
- 2012: La Stratégie de la poussette
- 2012: Moi à ton âge
- 2013: 12 ans d’âge
- 2013: La Croisière
- 2013: Vive la France
- 2013: Vive la colo!
- 2014: Origines
- 2014: Passage du désir
- 2015: La Clinique du docteur H
- 2015: Meurtres à Carcassonne
- 2015: Mary Higgins Clark: Mysteriöse Verbrechen
- 2016: Encore heureux
- 2016: Alice Nevers: Le juge est une femme
- 2016: Les Beaux Malaises
- 2016: Mongeville
- 2016: Primaire
- 2016: Willkommen im Hotel Mama (Retour chez ma mère)
- 2017: Cherif
- 2017: Fais pas ci, fais pas ça
- 2017: Les Bracelets rouges
- 2017: Paris, etc.
- 2017: Sales Gosses
- 2018: Call My Agent! (Dix pour cent)
- 2018: Les Estivants
- 2018: Photo de famille
- 2018: Crime Scene Riviera (Section de recherches)
- 2019: Caïn
- 2019: Chamboultout
- 2019: L’Ordre des médecins
- 2019: On va s’aimer un peu, beaucoup...
- 2020: Das Boot
- 2020: Le Discours
- 2020: Die purpurnen Flüsse (Les Rivières pourpres)
- 2020: Éléonore
- 2021: Benedetta
- 2021: L’Ami qui n’existe pas
- 2021: Oranges sanguines
- 2022: Hör auf zu lügen (Arrête avec tes mensonges)
- 2022: Classico
- 2022: Juste ciel!
- 2022: L’Histoire d’Annette Zelman
- 2022: Qu’est-ce qu’elle a ma famille?
- 2022: Mrs. Harris und ein Kleid von Dior (Mrs. Harris Goes to Paris)
- 2023: Les Enchantés
- 2024: Bergers
- 2024: Bénie soit Sixtine
- 2024: Shepherds
- 2025: La Fille d’un grand amour